# Col Major
Le col Major est un col qui se situe dans le massif du Mont-Blanc, en France selon le point de vue français ou en Italie selon les revendications italiennes.

## Toponymie
Le nom de « Col Major » est attribué à ce col par l'alpiniste britannique Thomas Graham Brown à la fin des années 1920. Ce faisant, il fait référence à un hypothétique col qui se serait appelé ainsi entre le XVIIe siècle et le début du XIXe siècle et qui était situé à quelques kilomètres au nord-est, autour du col du Géant.

## Géographie

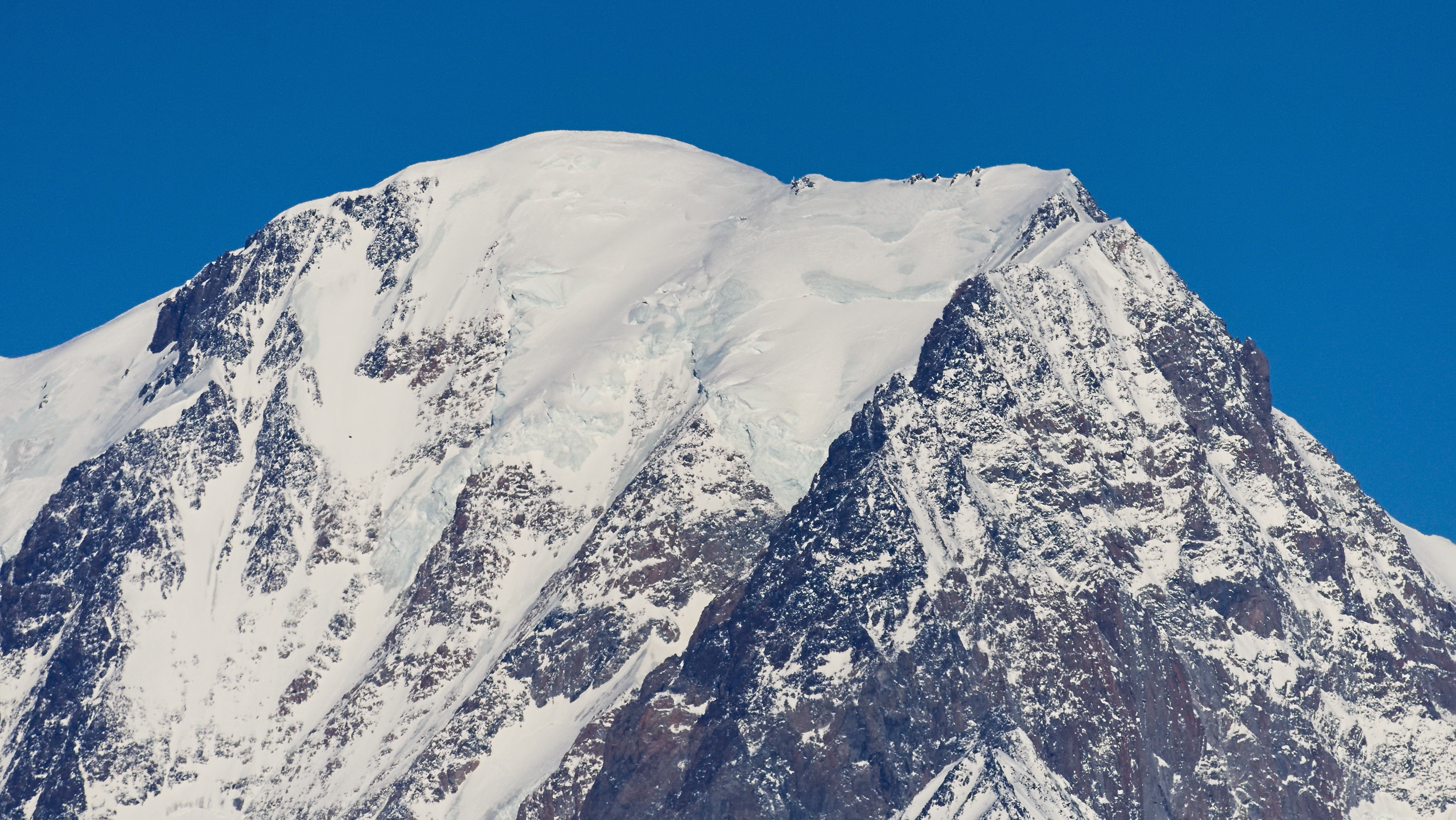
Vue distante depuis la roche de Mio au sud-sud-ouest du mont Blanc à gauche et du mont Blanc de Courmayeur à droite avec le col Major entre les deux.

Le col se trouve à 4 735 mètres d'altitude, entre le mont Blanc au nord-ouest (4 808 m) et le mont Blanc de Courmayeur au sud-est (4 748 m) ; le rocher de la Tourette (4 741 m) se trouve juste au nord-ouest. Peu marqué et totalement englacé, il donne sur le glacier de la Brenva au nord-est et sur le glacier du Mont-Blanc qui alimente le glacier du Miage au sud-ouest ; ces deux glaciers s'écoulent jusque dans le val Vény en Vallée d'Aoste.
Selon le point de vue de la France, le col est situé en Haute-Savoie, à la limite communale entre Chamonix-Mont-Blanc et Saint-Gervais-les-Bains qui s'appuie sur la ligne de crête entre le mont Blanc et le mont Blanc de Courmayeur ; la frontière avec l'Italie passe ainsi au plus près du col à un peu plus de 200 mètres au sud-est, à la limite entre glace et rocher sur le mont Blanc de Courmayeur. Cette situation est contestée par l'Italie qui revendique un tracé passant par la ligne de partage des eaux, c'est-à-dire à 400 mètres plus au nord, par le sommet du mont Blanc, situant ainsi le col en Vallée d'Aoste, sur le territoire communal de Courmayeur,.
Son altitude en fait le col le plus haut d'Europe occidentale ainsi que de l'Union européenne et par conséquent de France ou d'Italie selon le point de vue adopté sur la position de la frontière.

## Histoire
Le docteur Paccard et Jacques Balmat auraient été les premiers à transiter par le col juste après avoir atteint le sommet du mont Blanc le 8 août 1786 à 18 h 23 lors de sa première ascension et alors qu'ils cherchent un lieu de bivouac au niveau de rochers identifiés a posteriori comme étant le mont Blanc de Courmayeur.
Le premier passage par le col est réalisé de manière certaine le 20 août 1822 par Frederick Clissold et ses six guides — les frères Joseph-Marie, David et Jacques Couttet, Pierre-Marie Favret, Jean-Baptiste Simond et Matthieu Bossonney — qui réalisent la dixième ascension du mont Blanc, ; de ce sommet, il décrit son cheminement via le col pour atteindre le mont Blanc de Courmayeur afin d'y collecter des échantillons de roche et d'y décrire la face sud du sommet du mont Blanc.
Le 26 mai 2005, un avion de tourisme de type Robin DR-400 parti de Chalon-sur-Saône et à destination de Megève en France et avec un survol prévu du mont Blanc s'écrase au col Major. L'épave est retrouvée juste au sud-ouest du col à 4 650 mètres d'altitude, il n'y a aucun survivant parmi les trois passagers.

## Activités

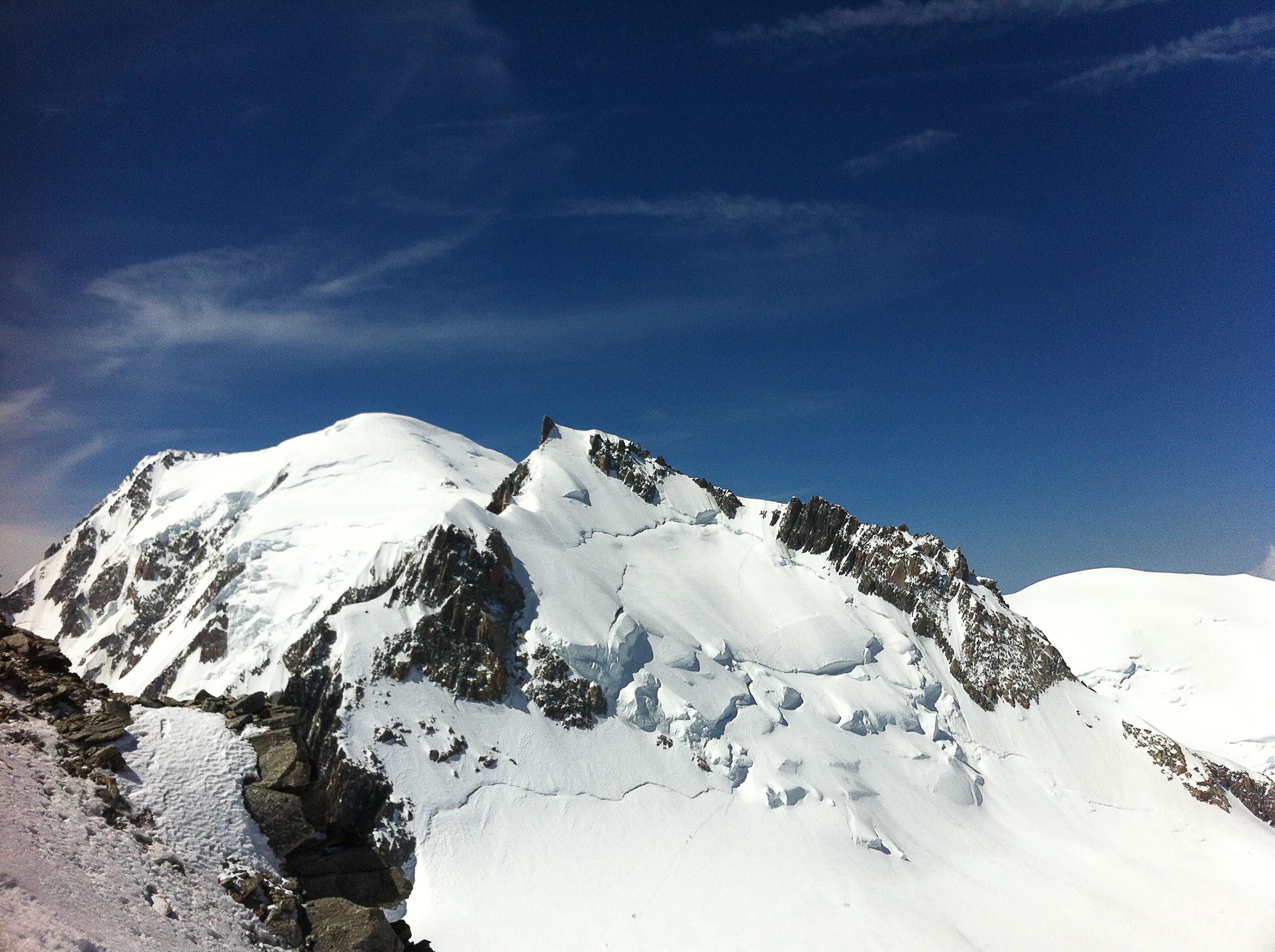
Vue depuis le mont Blanc du Tacul au nord-est du mont Blanc de Courmayeur et du mont Blanc avec le col Major entre les deux sur la gauche ; au premier plan, le mont Maudit et au second plan à droite le dôme du Goûter.

### Alpinisme
Le col est un point de passage des alpinistes en randonnée glaciaire entre le mont Blanc et le mont Blanc de Courmayeur ; il n'existe aucun itinéraire décrit qui effectue l'ascension du col par les glaciers sans passer par ces deux sommets.

### Météorologie
Une station météorologique automatique est installée au col, implantée sur des rochers, à 4 750 mètres d'altitude, ce qui en fait la plus haute d'Europe,. Elle comporte des instruments de mesure de température, direction et intensité du vent, pression atmosphérique, irradiation directe et indirecte, humidité, précipitations de neige et de pluie.